# Марневка
Марневка — река в России, протекает в Лузском районе Кировской области. Устье реки находится в 169 км по правому берегу реки Луза. Длина реки составляет 15 км.
Река берёт начало в лесу в 10 км к юго-востоку от деревни Боровица. Река течёт на юго-запад, русло извилистое. Всё течение проходит по ненаселённому заболоченному лесному массиву. В нижнем течении выходит на пойму Лузы, где протекает несколько стариц Лузы. Впадает в Лузу напротив деревни Андреева Гора.

## Данные водного реестра
По данным государственного водного реестра России и геоинформационной системы водохозяйственного районирования территории РФ, подготовленной Федеральным агентством водных ресурсов:
- Бассейновый округ — Двинско-Печорский
- Речной бассейн — Северная Двина
- Речной подбассейн — Малая Северная Двина
- Водохозяйственный участок — Юг
- Код водного объекта — 03020100212103000012907